# Wilfrid-Étienne Brunet
Pour les articles homonymes, voir Brunet.
Wilfrid-Étienne Brunet (21 octobre 1832 à Québec au Bas-Canada - 7 mars 1899) était un pharmacien et un politicien canadien.
Il est le fondateur de la chaîne de pharmacies Brunet.

## Biographie
Il était le fils de Jean-Olivier Brunet et Cécile-Adélaide Lagueux. Il a étudié au Petit séminaire de Québec de 1841 à 1850. De 1850 à 1855, il a étudié la chimie et la pharmacie avec son beau-frère, Pierre-O. Giroux, qui était pharmacien. En 1855, il a ouvert un magasin à Québec. Il a obtenu sa licence de chimiste et de pharmacien en 1858.
En 1876, il devient conseiller de la Ville de Québec pour le quartier Saint-Roch.

## Hommages
- Une plaque "Ici vécut de la ville de Québec est présente à l'angle des rues Saint-Joseph Est et de la Chapelle, en son honneur, pour indiquer son ancien lieu de résidence